# 索拉諾 (卡克塔省)
索拉諾是哥倫比亞的城鎮，位於該國南部，由卡克塔省負責管轄，始建於1936年，面積42,178平方公里，海拔高度203米，2005年人口10,625，人口密度每平方公里0.25人。
0°43′N 75°15′W / 0.717°N 75.250°W